# Cá nhụ bốn râu
Cá nhụ bốn râu, cá chét, cá chét bùn hay cá nhụ lớn (danh pháp hai phần: Eleutheronema tetradactylum) là loài cá thuộc họ Cá vây tua (Polynemidae). Đây là loài cá nuôi có giá trị thương phẩm cao sống ở tầng đáy vùng ven biển, tạo thành các đàn cá lẻ nhỏ. Cá trưởng thành của loài dễ bị thương tổn này bơi vào các con sông trong mùa đông. Cá trưởng thành ăn các loại tôm và cá con, đôi khi ăn cả các loại giun nhiều tơ (Polychaeta) trong khi cá non ăn các loại tôm tép nhỏ và các loài giáp xác tựa như tôm thuộc họ Mysidae.

## Đặc điểm
Vây lưng 9; tia vây lưng mềm 13-15. Vây hậu môn 3; tia vây hậu môn mềm 14-16. Tua ngực 4; các màng vây có màu vàng sặc sỡ khi còn sống, ngoại trừ ở các mẫu vật lớn với chiều dài chuẩn lớn hơn khoảng 35 cm. Xương lá mía với các tấm răng sớm rụng ở cả hai phía, ngoại trừ ở cá non. Phần sau của hàm trên sâu, chiếm 3-4% chiều dài chuẩn. Phần mở rộng tấm răng ngắn vào mặt bên của hàm dưới, chiếm 7-9% chiều dài chuẩn.
Loài này có chiều dài tổng cộng trung bình khoảng 50 cm, mặc dù có những cá thể với chiều dài tổng cộng tới 200 cm và nặng tới 145 kg.
Cá nhụ bốn râu sống trong vùng đáy nông nhiều bùn với môi trường nước mặn hay nước lợ ven biển trong khu vực nhiệt đới với tọa độ khoảng 32° vĩ bắc - 26° vĩ nam, 47° kinh đông - 154° kinh đông, trong khu vực từ vịnh Ba Tư tới Papua New Guinea và bắc Australia.

## Hình ảnh

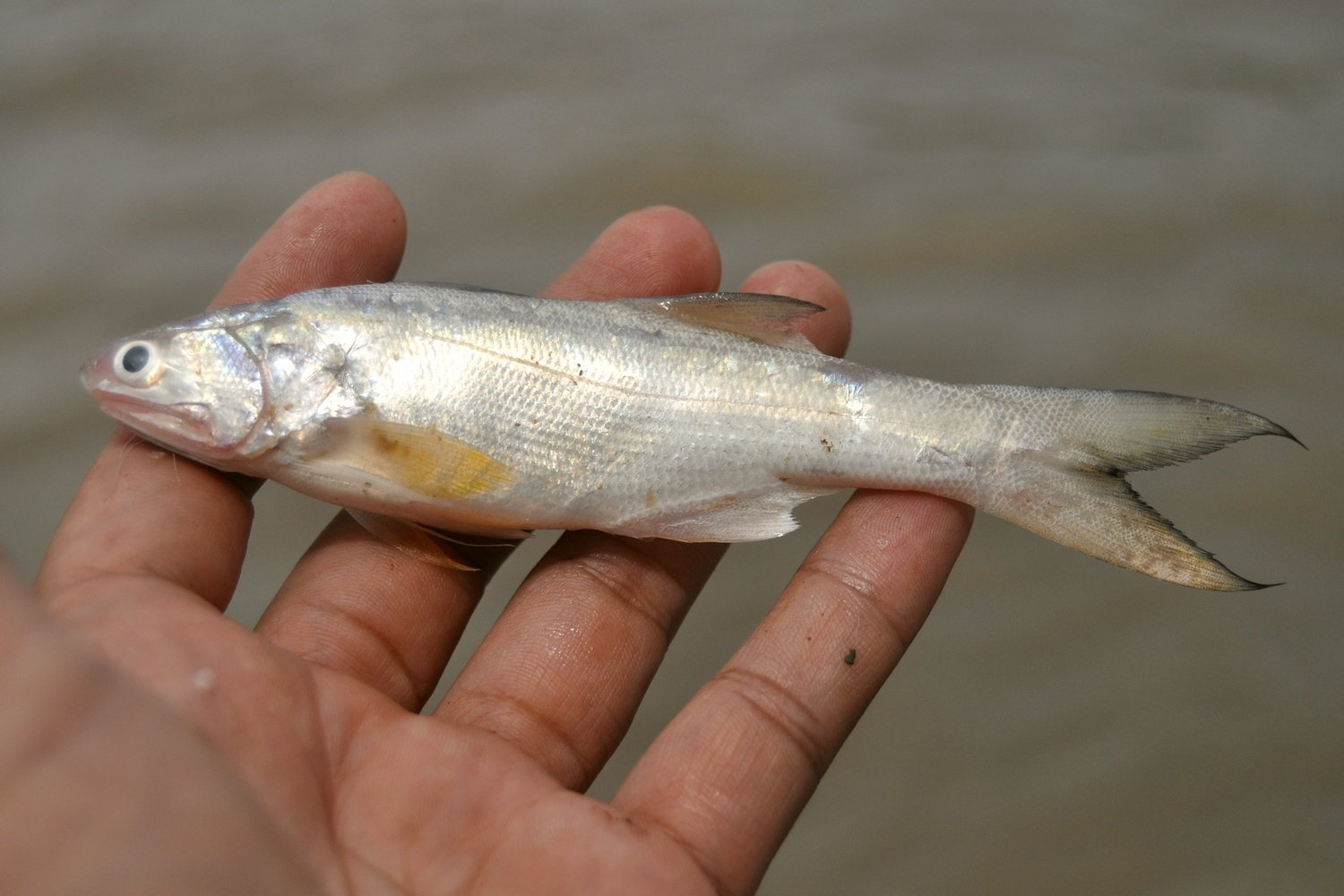
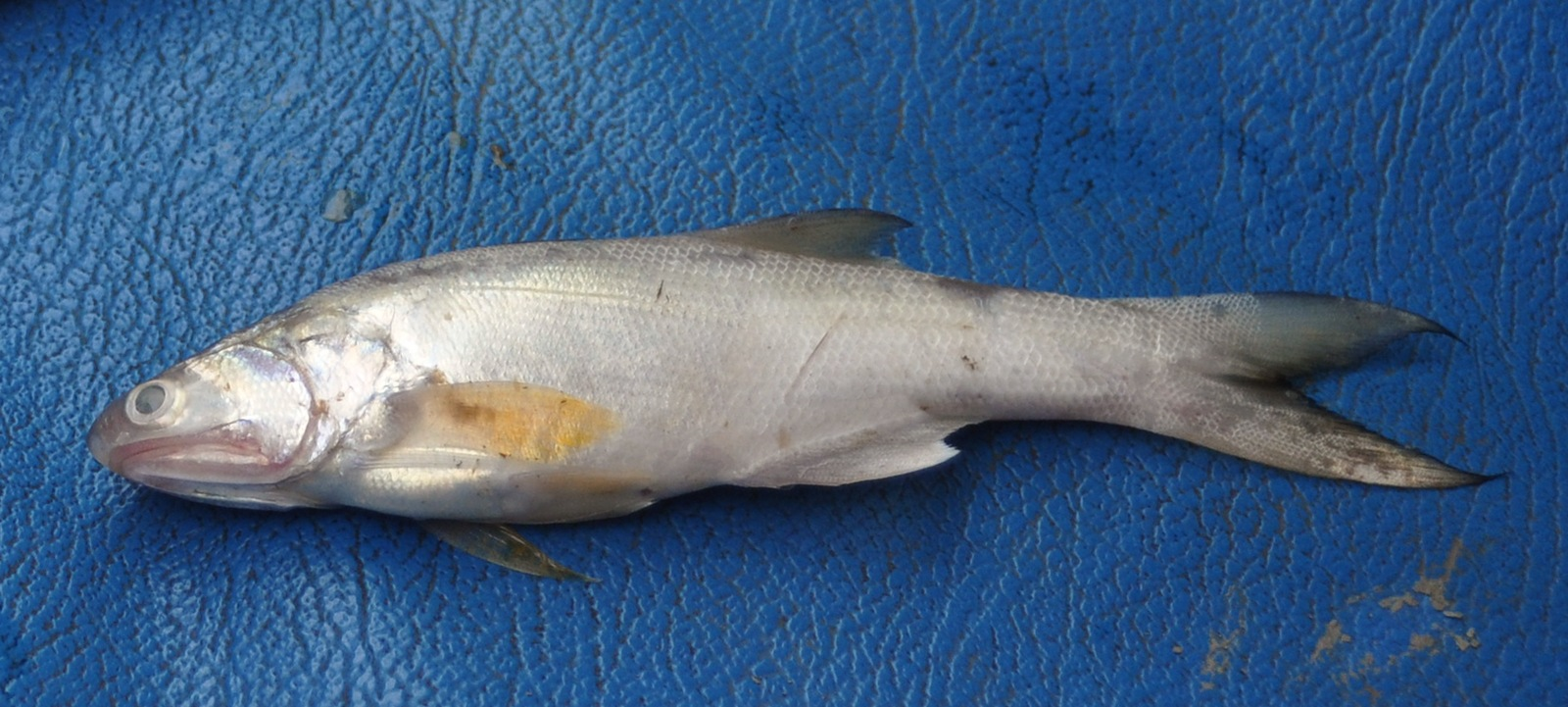

- Tập tin:Atlantic threadfin (Polydactylus octonemus).jpg